# Morgan Groth
Morgan Groth (* 31. August 1943 in Martinez (Kalifornien)) ist ein ehemaliger amerikanischer Mittelstreckler, der an den Olympischen Spielen 1964 teilgenommen hat.

## Leben
Nach einer erfolgreichen Karriere an der Alhambra High School in Martinez bekam Groth ein Sportstipendium an der Oregon State University bei Coach Sam Bell, der ihn mit hoch intensiven Tempoläufen als 21-Jährigen dazu brachte, die Olympic Trials zu gewinnen. Bei den Olympischen Spielen in Tokio im Oktober 1964 hatte er jedoch keine gute Form mehr, da er falsch periodisiert hatte. Oregon State University hatte mit ihm auch mit 7:18,9 min in der 4-mal-880-Yards-Staffel einen Weltrekord aufgestellt und er gewann das Rennen der zehn besten amerikanischen Meilenläufer des Jahres in Los Angeles. Am 15. August 1964 hatte er zudem ein Einladungsrennen in Kingston (Jamaika) in persönlicher Bestzeit von 1:45,7 min gewonnen.
Nach der College-Laufbahn meldete er sich freiwillig zum U.S. Marine Corps und startete für die Quantico Marines. Er arbeitete anschließend bis zu seinem Ruhestand als Versicherungsmakler in West Linn, Oregon, einem südlichen Vorort von Portland (Oregon).